# 창원향교 전적류
창원향교 전적류(昌原鄕校 典籍類)는 대한민국 경상남도 창원시 의창구 창원향교에 있는 전적류이다. 2017년 4월 13일 경상남도의 문화재자료 제635호로 지정되었다.

## 개요
창원향교는 고려 충렬왕 때 현유(賢儒)의 위패를 봉안, 배향하고 지방민의 교육과 교화를 위하여 창건되었다. 1705년(숙종 31) 읍(邑)을 옮기자는 논의가 있어 향교를 부(府)의 서쪽 청룡산 아래로 옮겼다. 그 뒤 1748년(영조 24) 지부(知府) 이윤덕(李潤德)이 부임하자 향교의 이건을 건의, 다음해에 교임(校任) 정한걸(鄭漢杰)·조대연(曺大淵)·김광정(金光鼎) 등의 노력으로 현재의 위치에 이건하였다.
조선시대에는 국가로부터 토지와 전적·노비 등을 지급받아 교관 1명이 정원 30명의 교생을 가르쳤으나, 갑오개혁 이후 신학제 실시에 따라 교육적 기능은 없어지고 봄·가을에 석전(釋奠)을 봉행하며 초하루·보름에 분향을 하고 있다.
창원향교 소장 전적들은 조선시대 목판본으로 《조선청금록 朝鮮靑襟錄》·《향리약법 鄕里約法》·《계약장정 契約章程》·《청금록 靑襟錄》 등은 우리지역의 향토사연구에 귀중한 자료로 활용되고 있다.

## 지정 사유
"창원향교 전적류"는 계고록 등 창원향교에 소장되어 있는 전적 7종 9책이며 관청으로부터 하사받은 책으로 추정된다. 주로 18세기에 간행된 서적들이며 이 전적들을 통해 당시 조정 및 관청에서 향교에 어떠한 책을 하사했는지를 파악할 수 있다. 또한 정조가 내린 윤음과 관련한 서적들은 그때 일어난 시대적 상황을 이해하는 데에 중요한 자료이다.

## 같이 보기
- 창원향교 대성전

## 참고 문헌
- 창원향교 전적류 - 국가유산청 국가유산포털